# Briljant, Hard en Geslepen
Briljant, Hard en Geslepen   è un album dei Osdorp Posse storica band Rap dei Paesi Bassi e dei Nembrionic, storia band metal.

## Tracce
1. Briljant, hard en geslepen – 1:57
2. Wat ik effe kwijt wou – 3:22
3. De schijnheil Hitlers – 3:50
4. Adrenaline – 1:41
5. Zondebokken – 4:07
6. Krab- en roershit – 0:25
7. Over en uit – 5:48
8. In je smoel! – 1:22
9. Een stevige beurt – 3:13
10. Mislukkig zijn – 3:36
11. Marie Johanna – 4:59
12. Voor de fans – 3:01
13. Machteloos – 5:18
14. Commerciële AIDS nog steeds! – 2:36
15. Nepsupporters – 3:33
16. Je kan ons niet... – 1:43
17. Boodschap aan de wereld? – 3:39
18. Stalen Heupoperatie – 1:29